# Paço de São Cipriano
O Paço de São Cipriano é um paço português datado do século XV, localizado na freguesia de Tabuadelo e São Faustino a curta distância da cidade de Guimarães.
Ergue-se entre elegantes e ricos jardins, fazendo uma sóbria combinação entre uma arquitectura histórica e inquestionavelmente importante e a beleza da natureza.
O Paço de São Cipriano está classificado como Imóvel de Interesse Público desde 1977.

## História
Como muitas casas antigas e solares da Região Entre Douro e Minho, o Paço de S. Cipriano deverá ter as suas origens mais remotas nas villas romanas.
No dia 22 de Julho de 1415, como prova uma transcrição do documento mais antigo conhecido, a família Sottomayor tomou posse da casa.
Na sua origem a Casa seria certamente pequena, como as da sua época, tendo crescido com o tempo, devido às obras que a mesma família empreendeu ao longo de séculos, mantendo uma parte primitiva que ainda actualmente existe. O que não aconteceu em muitas outras casas, sobretudo no século XVIII, em que a construção inicial foi substituída por outra de estilo erudito.
Dessas épocas recuadas subsiste ainda hoje no conjunto arquitectónico valoroso, parte da ala do paço onde se insere a «Cozinha Velha».

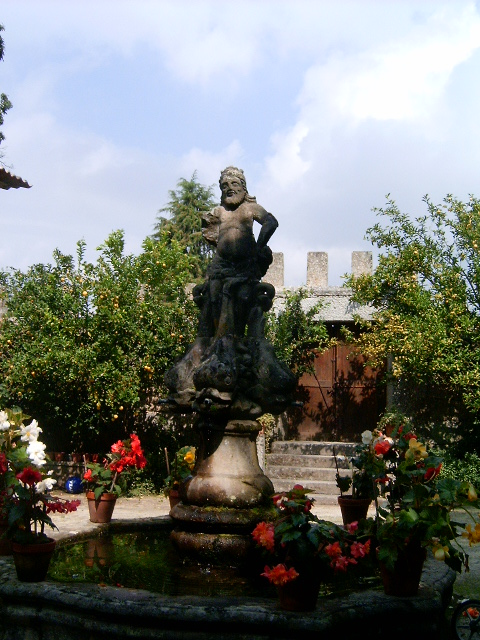
Estátua de Neptuno, no pátio interior do Paço.

Durante o século XVIII, foi Senhor desta casa Domingos Gonçalves Cibrão, que viveu entre 1704 e 1798, que como grande administrador, aumentou consideravelmente as propriedades e empreendeu importantes obras de recuperação e alagamento no paço de São Cipriano, reedificando completamente a valiosa Capela de Santo António, marco histórico e cultural de renome na arquitectura portuguesa.
Em finais do mesmo século, a família Cibrão ligou-se com a Casa dos Santiagos, por casamento da herdeira da primeira família com D. João Santiago.

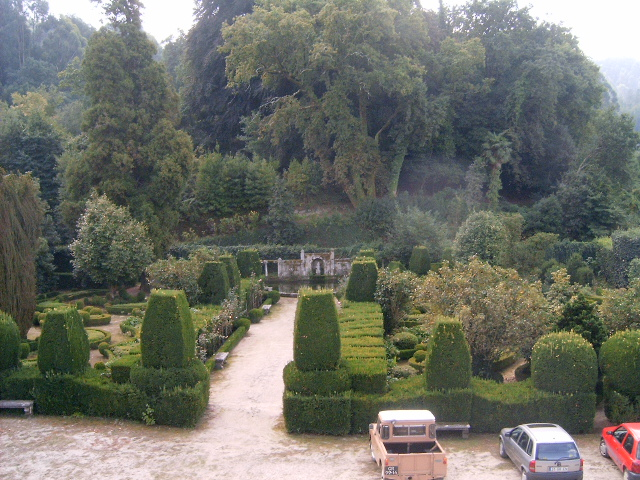
Jardim do Paço

Já no final do século XIX, o último morgado do paço, devido a problemas financeiros inesperados vendeu toda a propriedade, juntamente com o palácio, ao seu irmão, o Dr. João da Costa Santiago de Carvalho e Souza, o qual empreendeu ali grandes e arrojadas obras.
Senhor da Quinta de São Cipriano e advogado de formação, João de Carvalho e Souza foi quem mais alterações introduziu no edifício principal e nos espaços envolventes, conferindo ao conjunto o seu aspecto actual. Para além disso, tratou de conservar o rico espólio documental e artístico que o palácio detinha no seu interior.
Da casa-grande tirou acrescentos de má qualidade, fruto de adaptações parciais à moda de uma época má na arquitectura, e prolongou as duas alas laterais que lhe dão o característico estilo arquitectónico em «U» em que o torreão é o elemento principal, criando no seu interior um ambiente acolhedor e encantador.
Neste conjunto enquadram-se diferentes estilos, marcas das gerações, que harmoniosamente conferem à Casa a sua «personalidade». João Carvalho e Souza tratou igualmente de modificar o jardim, já quase arruinado. Mandou também plantar um grande pomar e um horta, nas traseiras do edifício. Tais elementos, ainda hoje ali permanecem, numa quinta que é descrita como uma «viagem no tempo».
Dom João d’ Almeida Santiago de Sottomayor, bisneto do último morgado, herdou o Paço de São Cipriano em 1955. Com as constantes mudanças dos tempos actuais, cada vez mais se torna difícil manter uma propriedade como um palácio do século XV, com quase 600 anos. Com a posse da quinta, os actuais Senhores da mesma foram implementando modificações.
A grande alteração surgiu em 1982. Foi neste ano, com o advento do Turismo de Habitação, que o Paço de S. Cipriano, juntamente com cinco outras casas das redondezas, abriu as portas a esta nova forma de fazer turismo em Portugal, o chamado «turismo-rural».
No ano de 1999, acolheu as gravações da telenovela A Lenda da Garça, produzida pela NBP e transmitida pela RTP nesse mesmo ano.